# Brazilië op de Olympische Zomerspelen 1932
Brazilië nam deel aan de Olympische Zomerspelen 1932 in Los Angeles, Verenigde Staten. Brazilië keerde terug op de Spelen nadat het ontbrak op de vorige editie in Amsterdam. Het zou later ook geen enkele Zomerspelen meer missen.

## Resultaten en deelnemers

### Atletiek
| Olympiër               | Discipline               | Resultaat   | Prestatie                                     |
| ---------------------- | ------------------------ | ----------- | --------------------------------------------- |
| José de Almeida        | 100m (m)                 | 14e         | serie 1: 2e in 11,0 kwartfinale 4: 4e in 10,8 |
| Ricardo Guimarães      | 100m (m)                 | 24e         | serie 6: 4e in 11,4                           |
| Mario Marques          | 100m (m)                 | 27e         | serie 7: 5e in 11,5                           |
| Domingos Puglisi       | 400m (m)                 | kwartfinale | serie 6: 3e in 50,8 kwartfinale 1: 6e in 50,1 |
| Nestor Gomes           | 800m (m)                 | 20e         | serie 1: 6e in 2.00,5                         |
| Domingos Puglisi       | 800m (m)                 | 18e         | serie 3: 6e in 1.59,4                         |
| Armando Brea           | 1500m (m)                | DNF         | serie 2: niet gefinisht                       |
| Nestor Gomes           | 1500m (m)                | DNF         | serie 3: niet gefinisht                       |
| Adalberto Cardoso      | 10000m (m)               | 13e         |                                               |
| Antônio Giusfredi      | 110m horden (m)          | 14e         | serie 3: 5e in 15,3                           |
| Sylvio Padilha         | 110m horden (m)          | 15e         | serie 1: 4e in 15,4                           |
| Carlos dos Reis Filho  | 400m horden (m)          | 15e         | serie 4: 4e in 55,8                           |
| Sylvio Padilha         | 400m horden (m)          | 13e         | serie 2: 4e in 55,1                           |
| João Clemente da Silva | marathon (m)             | 19e         | 3:02.06                                       |
| Matheus Marcondes      | marathon (m)             | DNF         | niet gefinisht                                |
| Clovis Raposo          | verspringen (m)          | 8e          | 6,43m                                         |
| Lúcio de Castro        | polsstokhoogspringen (m) | 6e          | 3,90m                                         |
| Carlos Nelli           | polsstokhoogspringen (m) | DNF         | geen geldige poging                           |
| Antônio Lyra           | kogelstoten (m)          | DNF         | geen geldige poging                           |
| Heitor Medina          | speerwerpen (m)          | 11e         | 58,00m                                        |
| Carmine Giorgi         | hamerslingeren (m)       | 13e         | 36,45m                                        |
| Carlos Woebcken        | tienkamp (m)             | DNF         | 100m: niet gefinisht                          |

### Roeien
| Olympiër | Discipline      | Resultaat | Prestatie                                        |
| --- | --------------- | --------- | ------------------------------------------------ |
| Adamor Gonçalves Henrique Tomassini | dubbel-twee (m) | 5e        | serie 1: 3e in 7.38,8 herkansingen: 3e in 7.57,8 |
| Francisco de Bricio José Ramalho Estevan Strata | twee-met (m)    | 4e        | 8.53,2                                           |
| João Francisco de Castro Americo Fernandes Durval Lima Osório Pereira Olivério Popovitch                                                            | vier-met (m)    | 7e        | serie 1: 4e in 7.29,4                            |
| Amaro da Cunha Fernando de Abreu José de Campos Vasco de Carvalho Joaquim Faria José Mò Osório Pereira Cláudionor Provenzano Antônio Rebello Júnior | acht (m)        | 8e        | serie 1: 4e in 6.52,2                            |

### Schietsport
| Olympiër            | Discipline              | Resultaat | Prestatie  |
| ------------------- | ----------------------- | --------- | ---------- |
| Manoel Braga        | 50m geweer liggend (m)  | 19e       | 284 punten |
| José Castro         | 50m geweer liggend (m)  | 24e       | 277 punten |
| Antônio Guimarães   | 50m geweer liggend (m)  | 20e       | 282 punten |
| Antônio da Silveira | 25m snelvuurpistool (m) | 17e       | 15 punten  |
| Eugenio do Amaral   | 25m snelvuurpistool (m) | 13e       | 17 punten  |
| Bráz Magaldi        | 25m snelvuurpistool (m) | 17e       | 15 punten  |

### Waterpolo
| Olympiër | Discipline | Resultaat | Prestatie         |
| --- | ---------- | --------- | ----------------- |
| Salvador Amendola Carlos Castello Branco Luiz Henrique da Silva Mario de Lorenzo Antonio Ferreira Jacobina Jefferson Maurity Souza Adhemar Serpa Pedro Theberge | mannen     | DSQ       | gediskwalificeerd |

### Zwemmen
| Olympiër                                                | Discipline            | Resultaat | Prestatie             |
| ------------------------------------------------------- | --------------------- | --------- | --------------------- |
| João Pereira                                            | 100m vrije slag (m)   | 22e       | serie 3: 6e in 1.08,2 |
| Manoel Villar                                           | 100m vrije slag (m)   | 21e       | serie 1: 6e in 1.08,4 |
| Jorge de Paula                                          | 100m rugslag (m)      | 15e       | serie 3: 3e in 1.29,7 |
| Benvenuto Nunes                                         | 100m rugslag (m)      | 13e       | serie 2: 5e in 1.21,0 |
| Harry Forssell                                          | 100m schoolslag (m)   | 17e       | serie 1: 6e in 3.14,6 |
| Isaac Morais Benvenuto Nunes Manuel Silva Manoel Villar | 4x200m vrije slag (m) | 7e        | 10.36,5               |
|                                                         |                       |           |                       |
| Maria Lenk                                              | 100m vrije slag (v)   | 20e       | serie 4: 5e in 1.25,8 |
| Maria Lenk                                              | 100m rugslag (v)      | series    | serie 2: 4e           |
| Maria Lenk                                              | 200m schoolslag (v)   | 9e        | serie 3: 4e in 3.26,6 |

Argentinië · Australië · België · Brazilië · Brits-Indië · Canada · Colombia · Denemarken · Duitsland · Estland · Filipijnen · Finland · Frankrijk · Griekenland · Groot-Brittannië · Haïti · Hongarije · Ierland · Italië · Japan · Joegoslavië · Letland · Mexico · Nederland · Nieuw-Zeeland · Noorwegen · Oostenrijk · Polen · Portugal · Republiek China · Spanje · Tsjecho-Slowakije · Uruguay · Verenigde Staten · Zuid-Afrika · Zweden · Zwitserland